# Villa Farinacci
Villa Farinacci è una villa rustica edificata nella zona di Casal de' Pazzi di Roma (nord est). Un tempo situata all'interno della tenuta di Aguzzano. Oggi è vicina all'odierno Parco Petroselli.
Originariamente villa privata, è di proprietà dell'ente Roma Capitale, formalmente in attesa di essere adibita a centro di informazione ambientale e biblioteca, ma di fatto chiusa al pubblico nonostante la fine dei lavori dichiarata nel 2010. Attualmente è in uso su richiesta per la celebrazione di matrimoni civili.

## Storia

### Villa privata
La villa fu fatta edificare nel 1940 dal gerarca fascista Roberto Farinacci, dal quale prende il nome, per farne un deposito di cereali ed un'abitazione per il suo terreno odierno Parco regionale urbano di Aguzzano. Il progetto fu affidato a Lorenzo Chiaraviglio che utilizzò elementi tradizionali dell'edilizia rurale romana, tra cui il travertino.
Secondo il documentario Mussolini: soldi, sesso e segreti per il ciclo della Rai La grande storia, Farinacci si costruì la villa distraendo un finanziamento del ministero dei lavori pubblici.
Il progetto fu approvato dalla Commissione edilizia nell'ottobre 1940 come casa rurale di un proprietario fondiario ma, strada facendo, la realizzazione fece sì che l'edificio divenisse più di rappresentanza che casa di un fondo agricolo in stile dell'epoca (stile rurale influenzato dal Razionalismo fascista), divenendo una residenza rurale tra i due avvenimenti bellici, con elementi caratteristici, la torre, il patio, i portici ed i pavimenti in marmo.

### Passaggio al Comune di Roma
Sul finire degli anni sessanta fu destinata a ristorante. Nel 1975 il comune di Roma espropriò in proprio favore la villa agli eredi Farinacci.
Nel giugno 1994 i locali della villa divennero un centro sociale che pare prendere il nome dalla caratteristica architettonica dell'edificio stesso: La Torre. La villa fu occupata dopo otto anni di abbandono.
Tra il 1995 ed il 1997 il centro sociale abusivo fu più volte sgomberato dalle forze dell'ordine e nuovamente occupato. Nel 1996 la struttura fu vincolata come "patrimonio artistico e storico" e nel maggio 1997 il centro occupò una nuova sede.
Il 15 febbraio ed il 29 settembre 1996 la villa fu interessata da incendi di natura dolosa.

### Restauro
Nel 2010 sono stati completati i lavori di restauro. I lavori sono durati sette anni e costati 2 milioni e 500 mila euro, di cui 2 milioni forniti dal Ministero dell'ambiente e la quota restante dal comune di Roma.
Nel maggio 2018 la proprietà è passata al Municipio IV, e il 18 luglio successivo l'amministrazione comunale, con una cerimonia ufficiale, ha riaperto al pubblico la struttura.

## Descrizione
I locali al pianterreno erano utilizzati come rimessa, ufficio e deposito di cereali, mentre al primo piano erano siti i locali di abitazione come le camere da letto ed il soggiorno. La torre, che si sviluppa in vari piani, ospitava il granaio ed i serbatoi dell'acqua.
Attorno alla villa si sviluppa un parco di circa 4.500 m². La superficie del fabbricato è di circa 830 m², la sua cubatura circa 3.000 m³.

## Nella cultura di massa
- L'episodio Le vacanze intelligenti nel film Dove vai in vacanza? ha utilizzato i locali di Villa Farinacci (che all'epoca era adibita a ristorante) per la scena in cui Alberto Sordi e Anna Longhi si vendicano dei loro figli ingozzandosi di pastasciutta e salsicce.
- Villa Farinacci è sfondo alle vicende del libro "Storia di mia vita" di Janek Gorkzyka (Sellerio, 2024)

## Collegamenti
Fermate autobus (Linee ATAC e Roma TPL)